# Alberico
Alberico (auch Alberigo) ist die italienische Form des Vornamens Alberich, den folgende Personen tragen:
- Alberico Albricci (1864–1936) – italienischer General
- Alberico Archinto (1698–1758), Kardinal der Katholischen Kirche
- Alberico da Barbiano (1348–1409), italienischer Condottiere
- Alberico Di Cecco (* 1974), italienischer Marathonläufer
- Alberico Evani (* 1963), italienischer Fußballspieler und -trainer
- Alberico Gentili (1552–1608), italienischer Jurist sowie Regius Professor of Civil Law an der Universität Oxford
- Alberigo Albano Tuccillo (* 1955), italienisch-schweizerischer Schriftsteller

Alberico ist der Nachname folgender Personen:
- Neil Alberico (* 1992), US-amerikanischer Automobilrennfahrer

Siehe auch:
- Albericus